# El Bruc
El Bruc is een gemeente in de Spaanse provincie Barcelona in de regio Catalonië met een oppervlakte van 47 km². El Bruc telt 2.014 inwoners (1 januari 2016).

## Demografische ontwikkeling
Bron: INE, 1857-2011: volkstellingen